# داريو غرافا
داريو غرافا (بالفرنسية: Dario Grava)‏ هو لاعب كرة قدم فرنسي في مركز الدفاع، ولد في 11 ديسمبر 1948 في كلاوت في إيطاليا. شارك مع منتخب فرنسا الأولمبي لكرة القدم ومنتخب فرنسا لكرة القدم. أما مع النوادي، فقد لعب مع نادي ستراسبورغ ونادي نيس.

## وصلات خارجية
- داريو غرافا على موقع قاعدة بيانات كرة القدم.إي يو (الإنجليزية)
- داريو غرافا على موقع ناشيونال فوتبول تيمز (الإنجليزية)
- داريو غرافا على موقع عالم كرة القدم.نت (الإنجليزية)
- داريو غرافا على موقع أوليمبيديا (الإنجليزية)